# Puerto Serrano
Puerto Serrano és una localitat de la província de Cadis, Andalusia, Espanya. En les seves proximitats es troba l'estació final de la Via Verde de la Sierra entre Olvera (Cadis) i Puerto Serrano, realitzada sobre les antigues infraestructura del ferrocarril entre Jerez de la Frontera (Cadis) i Almargen (Màlaga), realitzades al principi del segle XX però que mai va estar en servei.